# Moses Musonge
Moses Musonge (ur. 10 kwietnia 1968) – ugandyjski lekkoatleta, sprinter.

## Osiągnięcia
| Rok  | Impreza              | Miejsce | Konkurencja             | Lokata     | Wynik |
| ---- | -------------------- | ------- | ----------------------- | ---------- | ----- |
| 1987 | Mistrzostwa świata   | Rzym    | sztafeta 4 × 100 metrów | eliminacje | 40,22 |
| 1988 | Igrzyska olimpijskie | Seul    | sztafeta 4 × 100 metrów | eliminacje | 41,39 |

W 1989 zdobył złoty medal w biegu na 100 metrów podczas mistrzostw Afryki Wschodniej i Centralnej.
Pięciokrotny mistrz Ugandy (bieg na 100 metrów – 1988, 1990 i 1992; bieg na 200 metrów – 1990 i 1992).

## Rekordy życiowe
- Bieg na 100 metrów – 10,49 (1987) były rekord Ugandy[4]

Musonge biegł na pierwszej zmianie ugandyjskiej sztafety 4 × 100 metrów, która w 1987 ustanowiła wynikiem 39,67 aktualny rekord kraju w tej konkurencji.